# اولین شورای لیون

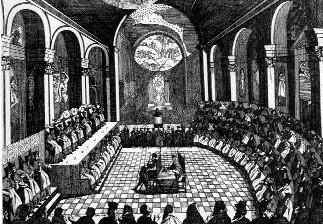
اولین شورای لیون

اولین شورای لیون (انگلیسی: First Council of Lyon)، شورایی که در سال ۱۲۴۵ تحت نظارت پاپ اینوسنت چهارم برگزار شد که در آن در باب موضوعاتی همچون خواسته‌های امپراتوری مقدس روم، فریدریش دوم، امپراتور مقدس روم، درخواست کمک پادشاهی اورشلیم از پاپ و دول لاتین و پیشروی مغولان تشکیل شد.